# LSTN
LSTN — калифорнийская компания, производитель наушников, организация социального предпринимательства. Основана в 2012 году Бриджит Хилтон и Джо Хаффом. Процент с каждой проданной пары наушником идет лечение проблем со слухом у жителей развивающихся стран.

## История
Бриджит Хилтон, сотрудница музыкальной студии Universal Music Group, решила создать бизнес социальной направленности увидев видео, где с рождения глухая девочка в первый раз слышит звук. В качестве товара для производства были стилизованные под винтаж, обитые деревом наушники. В 2012 году Хилтон, вместе с Джо Хаффом, открыла компанию LSTN. LSTN сотрудничает с Spotify, TOMS и Nordstrom. К 2013 году выручка компании составляла 500 тысяч долларов, к 2014 — 2 миллиона. 
Сумма с каждой проданной пары наушников идёт на лечение нарушений слуха жителей развивающихся стран. LSTN выступает в партнёрстве с Starkey Hearing Foundation, оказывающую помощь слабослышащим в 120 странах мира. Помощь от LSTN получили около 20 тысяч человек.
В 2015 году журнал Forbes включил Бриджит Хилтон в число 30 главных социальных предпринимателей мира в возрасте до 30 лет.